# Cotachena pubescens
Cotachena pubescens es una especie de polillas perteneciente a la familia Crambidae. Fue descrita por William Warren en 1892. Se encuentra en Taiwán, China e Indonesia.